# AK-726
AK-726（ロシア語: АК-726）は、ソビエト連邦が開発した艦砲。1950年代から開発された。

## 概要

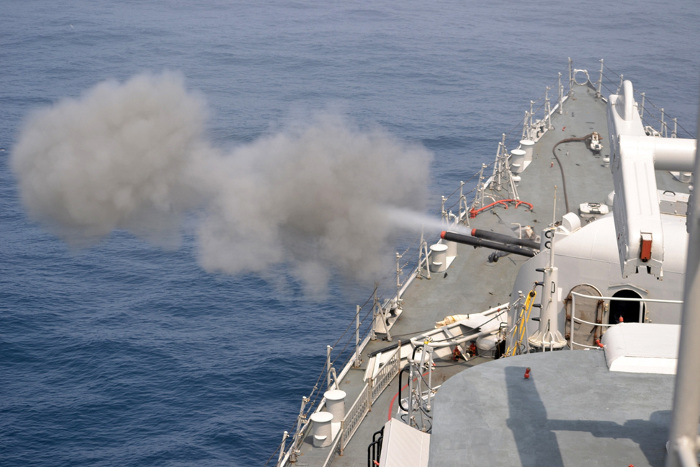
砲撃中のAK-726

1950年半ばからZIF-67の名称で開発が始まり、1956年には設計局が技術案を提出、1963年に量産を開始し、海軍への納入は1964年5月から行われた。
76ミリ連装砲と称されることもあるが、実際の口径は76.2ミリである。射程は15,700メートル、射高は13,000メートルで、5.9キログラムの砲弾を毎分90発の速度で射撃することができる。砲身は空冷式だが、実運用時には射撃間に海水をポンプで放水して砲身を冷却する。操作要員は9名で、MR-105 トゥレル（NATO名：アウル・スクリーチ）射撃指揮装置とセットで運用される。
口径の割に大型で重量があったが、性能・信頼性ともに優れた砲であり、1134B型（カーラ型）大型対潜艦から159型（ペチャ型）警備艦まで、大小各種のソ連海軍艦艇に広く搭載されたほか、ルーマニア海軍の駆逐艦マラシェシュティやインド海軍の61ME型（ラージプート級）駆逐艦など、友好国の艦艇にも搭載された。ただし、ソ連海軍が求める性能を十分に満たしたわけではなく、後継の艦砲はさらに大口径化することになった。

## 搭載艦艇
ソビエト連邦海軍/ ロシア海軍
- ペチャ型フリゲート（159型警備艦）
- ミルカ型フリゲート（35型警備艦）
- コニ型フリゲート（1159型警備艦）
  - ムーラド・レイス級フリゲート
- クリヴァク-I型フリゲート（1135型警備艦）
- コトリン型駆逐艦（56型駆逐艦）
- キルディン型駆逐艦（56-U型駆逐艦）
- カシン型駆逐艦（61型大型対潜艦）
- キンダ型巡洋艦（58型ミサイル巡洋艦）
- カーラ型巡洋艦（1134-B型大型対潜艦）
- キエフ級航空母艦（1143型航空巡洋艦）※4番艦「バクー」は、AK-100に変更。
- イワン・ロゴフ級揚陸艦（1174型大型揚陸艦）

 インド海軍
- ラージプート級駆逐艦
- アンバ (潜水母艦)

 ユーゴスラビア海軍/ モンテネグロ海軍
- コトル級フリゲート

 ルーマニア海軍
- アミラル・ペトレ・バルブニェヌ級コルベット
- マラシェシュティ (フリゲート)